# Реакція Раймера — Тімана
Реакція Раймера — Тімана (англ. Reimer — Tiemann reaction) — синтез ароматичних оксиальдегідів взаємодією фенолiв з хлороформом (бромоформом) у лужному середовищі.

## Механізм реакції

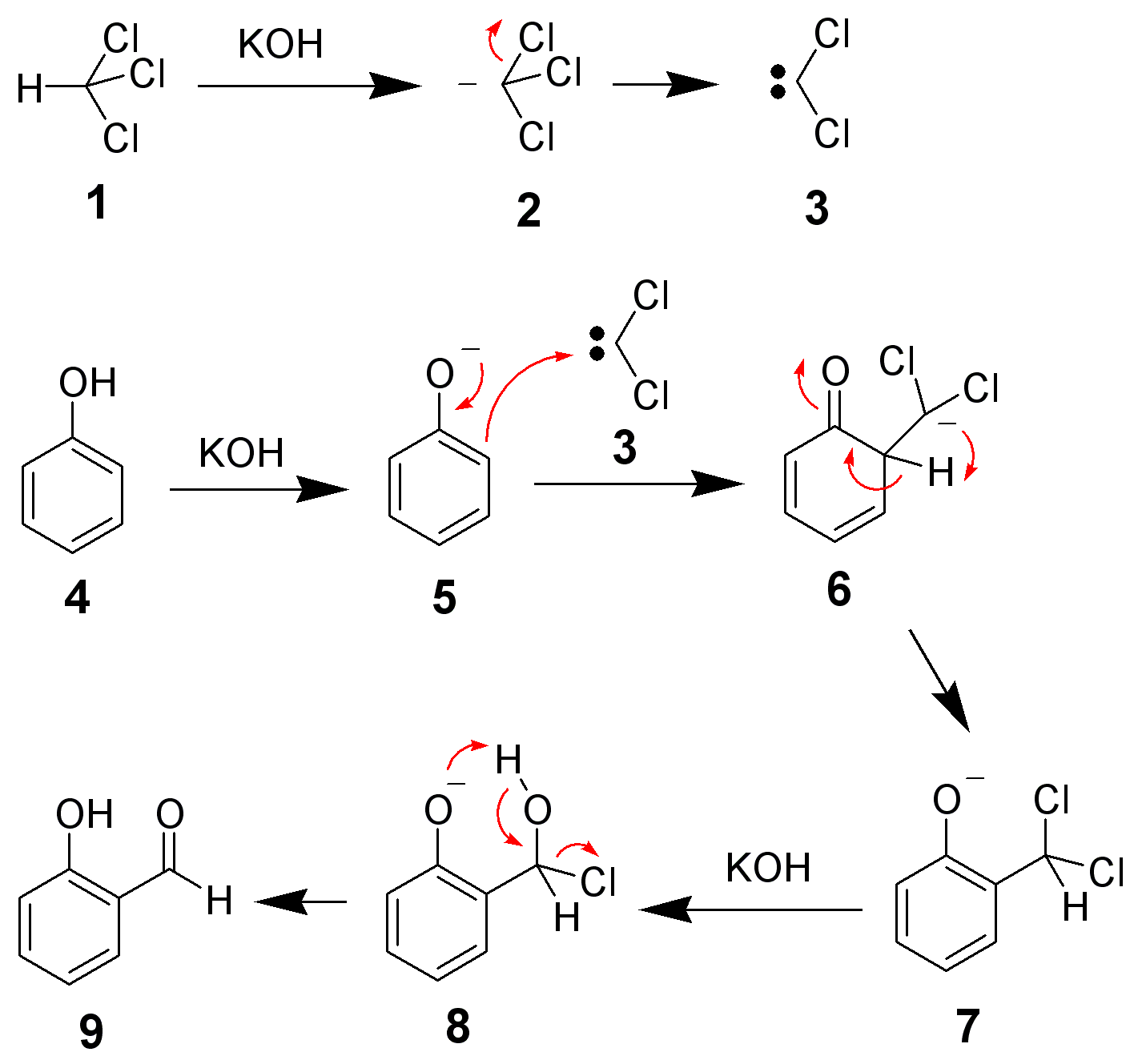
The mechanism of the Reimer-Tiemann reaction

При взаємодії хлороформу (1) з сильною основою утворюються карбаніони (2), які зазнають швидкого альфа-елімінування з утворенням діхлоркарбену (3). Діхлоркарбен взаємодіє з орто положенням фенолят-іона (5) з утворенням дихлорметилзаміщеного фенолу (7). Після лужного гідролізу і відповідної таутомеризації утворюється продукт орто-формілювання (9).